# Stenhelia asetosa
Stenhelia asetosa är en kräftdjursart som beskrevs av David Everett Thistle och Coull 1979. Stenhelia asetosa ingår i släktet Stenhelia och familjen Diosaccidae. Inga underarter finns listade i Catalogue of Life.